# Papizsanszka Natalija
Papizsanszka Natalija (Csernyivci, 1966. április 10. –) röplabdázó.

## Életpályája
Az Ukrajnában található Csernyivci városában született. 1981-ben, 15 évesen Kijevbe költözött, ahol folytatta tanulmányait, és elkezdte profi röplabda pályafutását. 1983–84-ben bemutatkozott a szovjet válogatottban. 1991-ig a kijevi Sokol csapatában profiskodott.
A Tungsram csapatának hívására 1991-ben Magyarországra érkezett, ahonnan 2 bajnoki és két kupaarany után egy évre Svájcba szerződött, ahonnan egy bronzérem után újra visszajött a Tungsramba. 1994 óta több elsőosztályú együttesnél is megfordult. Az Egerben töltött 3 év alatt (1996–1999) 3 bajnoki cím és 3 kupaarany mellett 2 Interliga-aranyat és egy BL 4. helyet szerzett. A következő szezonban, 2000-ben Tatabányán újra bajnok és kupagyőztes lett. Ezután következett a nyíregyházi aranykorszak, ahol 4 év (2001–2005) alatt 4 bajnoki címet, 4 kupaaranyat és 1 Interliga-aranyat nyert. Rövid pihenő után néhány hónapra Miskolcra igazolt. A miskolci kitérő után a következő két évben (2006–2008) a BSE-vel 1 bajnoki aranyat, 1 harmadik helyet és egy kupaezüstöt szerzett. Hároméves kihagyás után visszatért az UTE-ba, ahol 2011-ben egy bajnoki bronzéremmel búcsúzott az aktív játéktól.
Összességében a 30 éves – ebből 20 év Magyarországon – profi pályafutás alatt, csak Magyarországon 11 arany, 1 ezüst, 2 bronz bajnoki, 10 arany, 2 ezüst kupa, 3 arany Interliga-érmet szerzett. 
A teremröplabda mellett a strandröplabdában is letette a névjegyét, Törökországban 3 aranyérmet szerzett jelentős nemzetközi tornákon.
2005-ben megszerezte a Testnevelési Egyetem röplabdaszakedzői diplomáját.
2014-ben a Papizsanszka Volleyball School megalapításával dédelgetett álma vált valóra, hogy tudását és tapasztalatát átadhatja a tehetséges magyar gyerekeknek.